# مزرعة غورا (دودانغة)
مزرعة غورا (بالفارسية: مزرعه گورا) هي منطقة سكنية تقع في إيران في قسم دودانغة الریفي. يقدر عدد سكانها بـ 20 نسمة.